# Aworis
Els aworis són un subgrup de la població ioruba, parlant un dialecte diferent de la llengua ioruba. Tradicionalment els aworis viuen en dos estats de Nigèria: Ogun i Lagos. Els aworis constituïen l'any 2003 el gruix de la població indígena jove del govern local de l'estat de Lagos amb les úniques excepcions de Epe, Ikorodu i Ibeju-Lekki on els habitants aworis són minoria. En aquestes àrees, s'han desenvolupat molts regnes i senyories, però el gran regne awori és el regne de Lagos.
Els aworis van emigrar d'Ile Ife i van ocupar l'actual estat de Lagos. El territori tradicional dels aworis s'estén des de la latitud 60 30 N des de l'extrem est en una massa de terra al llarg de la costa ocupant més de 350.000 hectàrees (3.500 km²) amb menys del vint per cent format per llacunes, rierols i estuaris costaners. La creació postcolonial dels Estats i els governs locals va influir en la separació dels aworis dels regnes d'Ogun i de Lagos. Ciutats aworis a l'estat d'Ogun són Otta, Igbesa, Ilobi i Tigbo. Otta, la ciutat més important dels aworis actualment a l'estat d'Ogun, que és també centre neuràlgic industrial de l'Estat, ja existia al segle xv. El primer Oba coronat a Otta va ser Oba Akinsewa Ogbolu el 1621.
Els aworis com a sub-grup posseeix un tret distintiu. Un antropòleg, W. G. Wormalin en el seu Informe sobre el districte de Badagry de la colònia (1935) dona una descripció gràfica dels aworis quan escriu que: "Semblen parlar un baix i mal articulat dialecte de la llengua ioruba. En la seva majoria es dediquen a l'agricultura i la pesca. La seva falta de lideratge i d'unitat sembla haver-se combinat amb el caràcter desfavorable del seu hàbitat que els fa un grup "pobre" des del punt de vista dels fills amb l'excepció dels que viuen dins de la regió de Lagos, fins a la data.
Els aworis podrien agrupar-se en dues divisions principals, que són els Antics Awori i els Moderns Awori. Entre el grup Antic Awori els establiments principals són Isheri, Otto-Olofin, Iddo, Ebute Metta, Apa, Ibereko, Otta i Ado-Odo, a l'estat d'Ogun de Nigèria. Una característica comuna d'aquests assentaments és que van ser fundats abans de 1500. Tenen una història migratòria similar i reconeixen Ogunfunminire com el seu progenitor. L'assentament dels Moderns inclou Ojo, Itire, Mushin, Iba, Otto-Awori, Ijanikin, Ilogbo Elegba, Ilogbo-Eremi, Iworo, Agbara, etc, tots els quals són posterior al 1500.

## Història
Els aworis són descendents directes d'Olofin, un dels fills d'Oduduwa, el pare de la nació ioruba. Com a tal, d'acord amb el costum ioruba, van establir un regne quan van marxar d'Ile Ife. Les tradicions són coherents sobre la presència d'un subgrup ioruba diferent al voltant de Lagos als voltants del 1550 quan el regne de Benín va envair la regió de Lagos. La proposta de marxar d'Ile Ife va sortir d'Olofin proposta recolzada per altres grups aworis com Apa, Ilogbo-Eremi, Ibereko, Oto, Otta, Ado-Odo i Igbesa. Olofin i els seus seguidors van abandonar el palau d'Oduduwa a Ile-Ife i van migrar cap al sud al llarg d'un riu. Oduduwa havia donat a Olofin un plat o pot de fang i li va donar instruccions per col·locar-lo a l'aigua i seguir-lo fins que es va enfonsar al riu.
El nom Awori ha arribat a ser associat amb el grup parlant el dialecte ioruba entre les persones que havien ocupat durant molt de temps la part sud-occidental de la zona costanera de terra ioruba. Aquest nom d'acord amb les fonts orals, es deriva de la llegenda d'un plat o placa ritual flotant que Ogunfunminire (el caçador fundador d'Isheri i ancestre dels awori) suposadament va portar d'Ile-Ife fins a Isheri. El plat es diu que va parar a diversos llocs i finalment es va enfonsar a Idumota a l'estat de Lagos. Va ser la desaparició dins l'aigua (enfonsament) del plat que va suggerir l'assentament a la regió anterior com havia profetitzat l'oracle d'Ifa. Per tant, el grup va prendre el seu nom d'Awori ("el pot s'ha enfonsat" o "El plat es va enfonsar"). Va ser adoptat com el nom del clan o grup fins avui.
Un relat més detallat diu que diversos dies després de sortir d'Ile-Ife, el plat es va parar de cop i volta prop de Olokemeji, prop de l'actual Abeokuta. Després de disset dies es va començar a moure's de nou, només per parar a Oke Ata, durant altres disset dies. Al final de disset dies, el plat va començar a moure's de nou, només per aturar-se de nou en la perifèria sud de l'actual Abeokuta, on es va mantenir durant altres disset dies. En aquestes destinacions, alguns dels seguidors d' Olofin van decidir romandre, conduïts per un home anomenat Osho Aro-bi-ologbo-Egan. El plat va seguir riu avall, parant de nou a Isheri, on va romandre durant un període molt més llarg. Olofin va començar a donar instruccions als seus seguidors per començar a configurar un assentament permanent, que va fundar Ogunfunminire, però després de 289 dies (17 x 17) el plat va començar a moure's de nou. Olofin i uns pocs seguidors van seguir el plat, mentre que la resta del grup es va quedar enrere. Després de dos dies la placa es va detenir breument a Iddo en l'actual estat de Lagos. Finalment a Idumota, a pocs quilòmetres de distància, en l'actualitat el centre de Lagos, el plat es va donar la volta dins l'aigua i es va enfonsar fins al fons. Quan Olofin va tornar al seu grup a Iddo, es diu que li van preguntar on era la placa. Ell va respondre "Awo Tu Ri", que significa "El plat s'ha enfonsat". Així és com el nom d'Awori es va aplicar al grup. Els relats varien entre si el plat havia estat donat a Olofin o a Ogunfunminire.
Així llar ancestral dels aworis fou Isheri-Olofin des d'on van passar a Lagos abans de la invasió Benín (que fou el 1550) 

## Religió
Creences i pràctiques tradicionals existeixen a banda l'islam i el cristianisme. Alguns dels aworis combinen l'Islam o el cristianisme amb les seves creences i pràctiques tradicionals. L'Islam va ser introduït a diferents parts del país Awori abans del segle XX pels clergues musulmans des de l'interior del país, mentre que la difusió del cristianisme va seguir a les activitats missioneres a la regió de Badagry des de la dècada de 1840. L'ús de l'oracle d'Ifa en la determinació de certs temes i esdeveniments com ara la data d'una festa, cerimònia de coronació, causes de calamitat, és pràctica comuna entre els creients tradicionals; els anuncis futurs de fortuna de l'individu segueix sent un aspecte important de la civilització ioruba, que els aworis encara conserven. A més, les institucions del sacerdoci i el palau, per a la qual els ioruba de l'interior són famosos, també ocupen un lloc destacat entre ells; per exemple, la possessió de la corona d'Ade i el reconeixement de l'Oba, que és la més alta concepció de l'autoritat política entre els ioruba, és líder al que totes les tradicions aspiren, especialment els llinatges reials del país Awori.

## Festes tradicionals
Se celebren els festivals d'Oro, Egungun i Gelede entre les comunitats tradicionals Awori 

## Economia
A causa de la naturalesa de l'entorn geogràfic, la pesca, en lloc de l'agricultura, que és tradicional entre els ioruba, és la tradicional ocupació principal dels awori. Els aworis són també grans agricultors. En algunes regions, la pesca es combina amb la fabricació d'estores i cistelles i l'oli de palma. La variació climàtica al nord de la costa ofereix una oportunitat per al cultiu d'una varietat de productes. La iuca és probablement el més àmpliament conreat, ja que pot ser plantada i collida durant tot l'any. A més, és una font de porcs, que ara constitueixen un aliment bàsic. La iuca també es processa per a la producció de midó i de producció local amb midó conegut com a fufu i altres productes de confiteria. El blat de moro, el nyam, la malanga i la palma d'oli també són cultius populars produïts a la regió. Els cultius d'aliments es complementen amb verdures, així com animals domèstics com cabres, ovelles i conills; aus com guatlles, galls, gallines i oques, i fins i tot insectes comestibles, com els tèrmits.
No obstant això, amb la revolució industrial iniciada pel govern Awolowo a la fi dels anys 1950 i 1960, les zones de parla awori com Ikeja i Isolo a Lagos, així com Otta i Agbara gaudeixen d'una concentració d'indústries per a les quals els indígenes van abandonar les terres per a la transformació econòmica de les seves comunitats i el benestar econòmic.